# 等温過程
等温過程（とうおんかてい、英: isothermal process）とは、温度一定の環境下で、系をある状態から別の状態へと変化させる熱力学的な過程のことである。等温変化（とうおんへんか）とも呼ばれる。系の温度は等温過程の前後で変化しない。特に理想気体の場合は、系の内部エネルギーも等温過程の前後で変化しない。

## 概要
系の温度は等温過程の前後で変化しないが、等温過程の間で常に一定であるとは限らない。さらに言えば、等温過程の間で系は非平衡状態を取り得るため、非平衡状態において系の温度が定義できるか定かではない。しかし、等温過程の前後の状態で決まる状態量によって熱力学的な制限が課される。
熱力学第二法則から第二種永久機関は存在しえず、温度が一定の環境下で行われる熱サイクルによって外部に仕事を取り出すことは出来ない。この議論を進めれば、温度が一定の環境下で系が平衡状態を遷移する間に外部に行う仕事には、外界の温度と遷移する前後の状態で決まる上限が存在することが示される。静力学におけるポテンシャルと同様な形で、仕事の上限との関係から自由エネルギーと呼ばれる状態量が導入される。温度 Tex の環境下にある閉鎖系が平衡状態を遷移する間に外部に行う仕事 W は、状態を遷移する前後での自由エネルギーの変化 ΔF により
{\displaystyle W(T_{\text{ex}})\leq -\Delta F(T_{\text{ex}})}
で制限される。熱力学第一法則から、閉鎖系が状態を遷移する間に外部から流入する熱 Q は、系が外部に行う仕事 W と、状態を遷移する前後での内部エネルギーの変化 ΔU との間に Q = W + ΔU の関係にあるため
{\displaystyle Q(T_{\text{ex}})\leq \Delta U(T_{\text{ex}})-\Delta F(T_{\text{ex}})}
の制限が課される。さらに温度として熱力学温度を導入することで、この関係式は
{\displaystyle Q(T_{\text{ex}})\leq T_{\text{ex}}\Delta S(T_{\text{ex}})}
と表される。ここで S はエントロピーと呼ばれる状態量である。

## 等温仕事
始状態と終状態を同じくする等温過程において系が外部に行う仕事には上限が存在し、その上限は準静的過程において系が外部に行う仕事に等しい。これは以下のように示される。
状態 A から状態 B へと遷移する任意の等温過程 C において系が外部に行う仕事を WC とする。同じく状態 A から状態 B へと遷移する準静的過程を Γ とすれば、準静的過程は逆行可能なので逆過程 −Γ が存在する。任意の過程 C と逆過程 −Γ を合わせた過程 C−Γ は、状態 A から状態 B を経て状態 A へと戻る等温サイクルである。等温サイクルにおいて外部に正の仕事を行うことはできないので
{\displaystyle W_{C-\varGamma }=W_{C}+W_{-\varGamma }=W_{C}-W_{\varGamma }\leq 0}
であり
{\displaystyle W_{C}\leq W_{\varGamma }}
が導かれる。

## 等温過程の自発変化
等温過程における不等式を変形すると ΔF ≤ −W である。外部から仕事をされない場合、すなわち W ≥ 0 の場合は
{\displaystyle \Delta F(T_{\text{ex}})\leq 0}
となり、自由エネルギーが常に減少する。
系の状態が温度のほかに示量性状態量 X で指定されるときの完全な熱力学関数はヘルムホルツエネルギーであり、その全微分が
{\displaystyle dF=-S(T,X)\,dT+\sum _{a}x_{a}(T,X)\,dX_{a}}
で書けるとき、等温条件とその他の拘束条件の下で可能な状態量の変化 δX に対して
{\displaystyle \delta F=\sum _{a}x_{a}(T_{\text{ex}},X)\,\delta X_{a}\leq 0}
であるような変化の方向に系の状態が遷移する。拘束条件の下でヘルムホルツエネルギーが極小化される場合に、状態の遷移が止まり、系は平衡に達する。

### 等温自由膨張

気体を閉じ込めた容器と、真空の容器をバルブを介して接続する。バルブを開くと気体は真空の容器へ拡散される。真空への拡散においては、気体は仕事をしないため自由膨張と呼ぶ。自由膨張の間、温度一定の環境下にある等温自由膨張を考えると、等温過程の自発変化なのでヘルムホルツエネルギーが極小化される。体積の変化 δV に対して
{\displaystyle \delta F=-p(T_{\text{ex}},V)\,\delta V\leq 0}
である。すべての温度と体積の範囲で圧力は正であるため、体積変化は δV > 0 であり、気体は必ず膨張し、収縮することはない。また、ヘルムホルツエネルギーが極小化されるのは気体の体積が最大となったときであり、気体の拡散は途中で止まることがなく、容器全体へ拡散される。

## 均一系の等温過程
温度 Tex の環境下で閉じた系を状態Aから状態Bに移行させる等温過程について考える。温度と体積の組 (T, V) または温度と圧力の組 (T, P) で状態を一意に指定できる場合、系の状態方程式から状態量の変化を計算できることを以下に示す。

### ヘルムホルツエネルギー
ヘルムホルツエネルギー F は系の状態量であるので、その変化は過程に依らない。よって任意の等温過程におけるヘルムホルツエネルギーの変化 ΔF は、準静的な等温過程におけるヘルムホルツエネルギーの変化 ∫dF に等しい。
{\displaystyle \Delta F=\int _{\text{state A}}^{\text{state B}}dF}
温度 T および体積 V の関数として表されたヘルムホルツエネルギー F(T,V) が体積 V に関して偏微分可能であれば、 上の式の F についての積分を V についての積分に変換することができる。 
{\displaystyle \int _{\text{state A}}^{\text{state B}}dF=\int _{V_{\text{A}}}^{V_{\text{B}}}\left({\frac {\partial F}{\partial V}}\right)_{T=T_{\text{ex}}}dV}
ヘルムホルツエネルギー F(T,V) は完全な熱力学関数であって、体積 V に関して偏微分可能であれば、系の圧力 P は
{\displaystyle P(T,V)=-\left({\frac {\partial F}{\partial V}}\right)_{T}}
で与えられる。よって任意の等温過程におけるヘルムホルツエネルギーの変化 ΔF は
{\displaystyle \Delta F=-\int _{V_{\text{A}}}^{V_{\text{B}}}P(T_{\text{ex}},V)dV}
となり、T, V の関数として P を表す状態方程式が知られていれば ΔF を求めることができる。

### ギブズエネルギー
ギブズエネルギーの変化 ΔG は、G = F + PV の関係を使ってヘルムホルツエネルギーの変化 ΔF から求めることができる。
{\displaystyle \Delta G=\Delta F+\Delta (PV)}
あるいは、ヘルムホルツエネルギーと同様に考えれば
{\displaystyle \Delta G=\int _{\text{state A}}^{\text{state B}}dG=\int _{P_{\text{A}}}^{P_{\text{B}}}\left({\frac {\partial G}{\partial P}}\right)_{T=T_{\text{ex}}}dP=\int _{P_{\text{A}}}^{P_{\text{B}}}V(T_{\text{ex}},P)dP}
となる。すなわち、T, P の関数として V を表す状態方程式が知られていれば ΔG を求めることができる。

### エンタルピー
エンタルピーの変化 ΔH についても同様に考えれば
{\displaystyle \Delta H=\int _{\text{state A}}^{\text{state B}}dH=\int _{P_{\text{A}}}^{P_{\text{B}}}\left({\frac {\partial H}{\partial P}}\right)_{T=T_{\text{ex}}}dP}
となる。温度 T および圧力 P の関数として表されたエンタルピー H(T,P) の圧力による偏微分は、T, P の関数として表された体積 V(T,P) が P に関して偏微分可能であれば、熱力学的状態方程式
{\displaystyle \left({\frac {\partial H}{\partial P}}\right)_{T}=V(T,P)-T\left({\frac {\partial V}{\partial T}}\right)_{P}=V(T,P)(1-T\alpha (T,P))}
で表すことができる。ただし α(T,P) は 
{\displaystyle \alpha (T,P)={\frac {1}{V(T,P)}}\left({\frac {\partial V}{\partial T}}\right)_{P}}
で定義される、T, P における系の熱膨張率である。T, P の関数として V を表す状態方程式が知られていれば α(T,P) を求めることができるので、任意の等温過程における均一系のエンタルピーの変化 ΔH は
{\displaystyle \Delta H=\int _{P_{\text{A}}}^{P_{\text{B}}}V(T_{\text{ex}},P)(1-T_{\text{ex}}\alpha (T_{\text{ex}},P))dP}
となり、T, P の関数として V を表す状態方程式が知られていれば ΔH を求めることができる。

### 内部エネルギー
内部エネルギーの変化 ΔU は H = U + PV の関係を使ってエンタルピーの変化 ΔH から求めることができる。
{\displaystyle \Delta U=\Delta H-\Delta (PV)}
あるいは、エンタルピーと同様に考えれば
{\displaystyle \Delta U=\int _{\text{state A}}^{\text{state B}}dU=\int _{V_{\text{A}}}^{V_{\text{B}}}\left({\frac {\partial U}{\partial V}}\right)_{T=T_{\text{ex}}}dV=\int _{V_{\text{A}}}^{V_{\text{B}}}\left[T_{\text{ex}}\left({\frac {\partial P}{\partial T}}\right)_{V}-P(T_{\text{ex}},V)\right]dV}
となり、T, V の関数として P を表す状態方程式が知られていれば ΔU を求めることができる。

### エントロピー
エントロピーの変化 ΔS は F = U - TS の関係を使って求める。
{\displaystyle \Delta S={\frac {\Delta U-\Delta F}{T_{\text{ex}}}}}
あるいは G = H - TS の関係を使って求める。
{\displaystyle \Delta S={\frac {\Delta H-\Delta G}{T_{\text{ex}}}}}
マクスウェルの関係式を使って求めることもできる。
{\displaystyle \Delta S=\int _{\text{state A}}^{\text{state B}}dS=\int _{V_{\text{A}}}^{V_{\text{B}}}\left({\frac {\partial S}{\partial V}}\right)_{T=T_{\text{ex}}}dV=\int _{V_{\text{A}}}^{V_{\text{B}}}\left({\frac {\partial P}{\partial T}}\right)_{V}dV}
{\displaystyle \Delta S=\int _{\text{state A}}^{\text{state B}}dS=\int _{P_{\text{A}}}^{P_{\text{B}}}\left({\frac {\partial S}{\partial P}}\right)_{T=T_{\text{ex}}}dP=-\int _{P_{\text{A}}}^{P_{\text{B}}}\left({\frac {\partial V}{\partial T}}\right)_{P}dP}

## 理想気体の等温過程
温度 Tex の環境下で物質量 n の理想気体を状態Aから状態Bに移行させる等温過程について考える。理想気体の状態方程式
{\displaystyle PV=nRT}
を用いると T, V の関数として P を表す式は
{\displaystyle P(T,V)={\frac {nRT}{V}}}
であり、T, P の関数として V を表す式は
{\displaystyle V(T,P)={\frac {nRT}{P}}}
である。
ヘルムホルツエネルギーの変化 ΔF は
{\displaystyle \Delta F=-\int _{V_{\text{A}}}^{V_{\text{B}}}P(T_{\text{ex}},V)dV=-\int _{V_{\text{A}}}^{V_{\text{B}}}{\frac {nRT_{\text{ex}}}{V}}dV=-nRT_{\text{ex}}\ln {\frac {V_{\text{B}}}{V_{\text{A}}}}}
である。
ギブズエネルギーの変化 ΔG は Δ(PV) = 0 より
{\displaystyle \Delta G=\Delta F+\Delta (PV)=\Delta F=-nRT_{\text{ex}}\ln {\frac {V_{\text{B}}}{V_{\text{A}}}}}
である。あるいは
{\displaystyle \Delta G=\int _{P_{\text{A}}}^{P_{\text{B}}}V(T_{\text{ex}},P)dP=\int _{P_{\text{A}}}^{P_{\text{B}}}{\frac {nRT_{\text{ex}}}{P}}dP=nRT_{\text{ex}}\ln {\frac {P_{\text{B}}}{P_{\text{A}}}}}
である。
エンタルピーの変化 ΔH は
{\displaystyle \alpha (T,P)={\frac {1}{V(T,P)}}\left({\frac {\partial V}{\partial T}}\right)_{P}={\frac {P}{nRT}}\left({\frac {\partial }{\partial T}}{\frac {nRT}{P}}\right)_{P}={\frac {1}{T}}}
より
{\displaystyle \Delta H=\int _{P_{\text{A}}}^{P_{\text{B}}}V(T_{\text{ex}},P)(1-T_{\text{ex}}\alpha (T_{\text{ex}},P))dP=0}
である。
内部エネルギーの変化 ΔU は Δ(PV) = 0 より
{\displaystyle \Delta U=\Delta H-\Delta (PV)=\Delta H=0}
である。
エントロピーの変化 ΔS は ΔU = 0 より
{\displaystyle \Delta S={\frac {\Delta U-\Delta F}{T_{\text{ex}}}}=-{\frac {\Delta F}{T_{\text{ex}}}}=nR\ln {\frac {V_{\text{B}}}{V_{\text{A}}}}}
である。

### 理想気体の等温可逆過程
等温可逆過程においては系が外部になす仕事 W はヘルムホルツエネルギーの減少量に等しい。
{\displaystyle W=-\Delta F=nRT_{\text{ex}}\ln {\frac {V_{\text{B}}}{V_{\text{A}}}}}
系が外部から得る熱 Q は ΔU = 0 より W に等しい。
{\displaystyle Q=\Delta U+W=W=nRT_{\text{ex}}\ln {\frac {V_{\text{B}}}{V_{\text{A}}}}}

### 理想気体の等温自由膨張
自由膨張においては系は外部に仕事をしない。
{\displaystyle W=0}
系が外部から得る熱 Q は ΔU = 0 より W に等しい。
{\displaystyle Q=W=0}

## 純物質の一次相転移

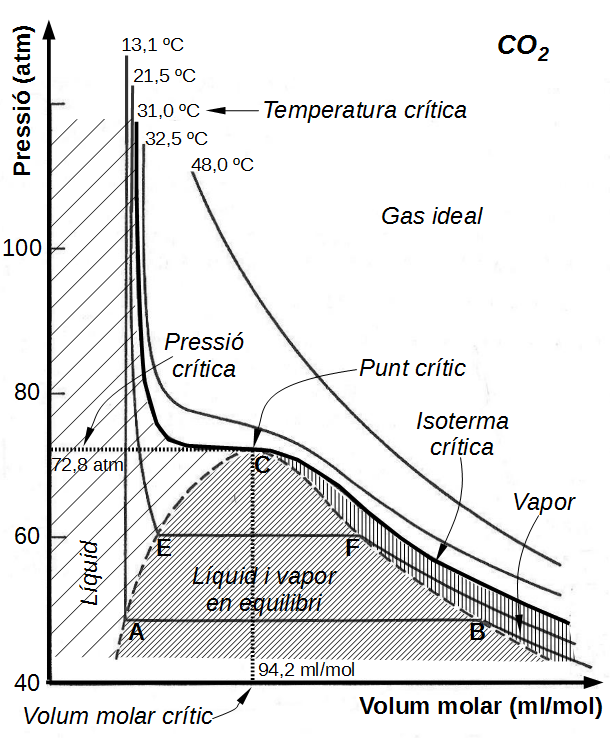
二酸化炭素の等温線（模式図）。各温度における圧力のモル体積依存性を示している。破線AECFBで囲まれた領域では、気相と液相が共存している。

温度 Tex の環境下で純物質を液体状態から気体状態に移行させる等温準静過程について考える。ピストン付きの容器に純物質の液体を満たした後、等温準静的にピストンを引いて容積 V を大きくしていくと、容器内の圧力 P は急激に減少していく。しかし、温度 Tex が臨界温度（カタルーニャ語: temperatura crítica）より低いときには、ある体積 VA を超えるとピストンを引いても圧力 P が変化しなくなる。このとき容器内では気相と液相が共存し、二相が相平衡の状態にある。容積 V をさらに大きくしていくと、圧力 P は一定のままで、相平衡を保ったまま液相の体積が減少し気相の体積が増加する。容器の容積が別のある体積 VB に達すると液相が消失し、その後は圧力 P が再び滑らかに減少していく。気相と液相が共存して相平衡の状態にあるときの圧力、すなわち (∂P/∂V)T = 0 となる圧力をその温度におけるその物質の蒸気圧という。蒸気圧 Pvap(T) は物質の種類と温度で決まる圧力で、物質の体積には依存しない。臨界温度より低く三重点（固相と液相と気相の三相が平衡にある温度）より高い温度では、Pvap(T) は温度 T の滑らかな関数である。
この節では、温度 Tex、圧力 Pvap(Tex) の環境下で、純物質を体積 VA の液体状態から体積 VB の気体状態に移行させる等温過程について述べる。
温度 T および体積 V の関数として表されたヘルムホルツエネルギー F(T,V) は、気相と液相が共存している領域でも体積 V に関して偏微分可能なので、ヘルムホルツエネルギーの変化 ΔF は
{\displaystyle \Delta F=-\int _{V_{\text{A}}}^{V_{\text{B}}}P(T_{\text{ex}},V)dV=-P_{\text{vap}}(T_{\text{ex}})\Delta V}
となる。ここで、気相と液相が共存している領域では P(Tex, V) = Pvap(Tex) であって体積 V に依存しないことを用いた。
ギブズエネルギーの変化 ΔG は、G = F + PV の関係を使ってヘルムホルツエネルギーの変化 ΔF から求めることができる。
{\displaystyle \Delta G=\Delta F+\Delta (PV)=\Delta F+P_{\text{vap}}\Delta V=0}
蒸気圧 Pvap(Tex) の下で純物質の液体が気体に相転移するとき、その物質のギブスエネルギーは変化しない。
エントロピーの変化 ΔS は
{\displaystyle \Delta S=\int _{V_{\text{A}}}^{V_{\text{B}}}\left({\frac {\partial P}{\partial T}}\right)_{V}dV=\int _{V_{\text{A}}}^{V_{\text{B}}}{\frac {dP_{\text{vap}}}{dT}}dV={\frac {dP_{\text{vap}}}{dT}}\Delta V}
となる。ここで、気相と液相が共存している領域では (∂P/∂T)V = dPvap/dT であって体積 V に依存しないことを用いた。
エンタルピーの変化 ΔH は、G = H - TS の関係を使って求める。
{\displaystyle \Delta H=\Delta G+\Delta (TS)=T_{\text{ex}}{\frac {dP_{\text{vap}}}{dT}}\Delta V}
この関係式を
{\displaystyle {\frac {dP_{\text{vap}}(T)}{dT}}={\frac {\Delta H(T,P_{\text{vap}}(T))}{T\Delta V(T,P_{\text{vap}}(T))}}}
と書き直した式は、クラウジウス・クラペイロンの式と呼ばれる。
内部エネルギーの変化 ΔU は、F = U - TS か H = U + PV の関係を使って求める。
{\displaystyle \Delta U=\left(T_{\text{ex}}{\frac {dP_{\text{vap}}}{dT}}-P_{\text{vap}}(T_{\text{ex}})\right)\Delta V}
以上より、温度 Tex 圧力 Pvap(Tex) の下で液体が気体に相転移するときの F, G, S, H, U の変化量は、気体と液体の体積の差 ΔV(Tex) と　Tex における蒸気圧曲線の傾き dPvap/dT から求められることが分かる。

## 理想気体の等温過程 (初等的な説明)

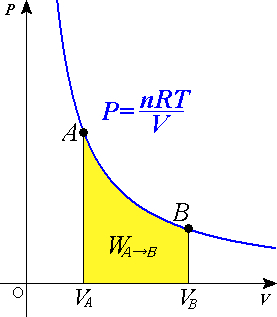
黄色の面積が系が外部にする仕事になる。

理想気体の系を状態Aから状態Bに移行させる等温過程について考える。この過程を無限に分割した微小過程を考えると、この微小過程中に系が外界にした微小な仕事dWは次のように表される。
{\displaystyle dW=Fdx=PSdx=PdV}
ただし、系が外界を押した距離をdx、系が外界に及ぼした力をF、系の表面積をS、系がの圧力をP、系の微小体積変化をdVとする。
これより、等温過程全体で系が外界にする仕事{\displaystyle W_{A\to B}}は上式を積分することにより求まる。
{\displaystyle W_{A\to B}=\int _{V_{A}}^{V_{B}}dW=\int _{V_{A}}^{V_{B}}PdV}
ここで、理想気体の状態方程式
{\displaystyle PV=nRT}
を用いると次式が成り立つ。
{\displaystyle P={\frac {nRT}{V}}}
ここでnは理想気体の物質量、Rは気体定数、Tは系の絶対温度である。
等温過程ではTは定数とみなせるので
{\displaystyle W_{A\to B}=\int _{V_{A}}^{V_{B}}PdV=\int _{V_{A}}^{V_{B}}{\frac {nRT}{V}}dV=nRT\log {\frac {V_{B}}{V_{A}}}}
ここで、等温過程では状態Aと状態Bにおける系の内部エネルギーは変わらないので、過程中に系に与えられた熱量をQとすると、熱力学第一法則より
{\displaystyle Q-W_{A\to B}=0}
以上より等温過程においては次のことが成立する。
{\displaystyle W_{A\to B}=Q=nRT\log {\frac {V_{B}}{V_{A}}}}
ボルツマン定数 k = R/NA (NA はアボガドロ定数) を用いれば、上の体積変化による仕事の関係は、気体に含まれる粒子数 m = n NA を用いて、
{\displaystyle W_{A\to B}=mkT\log {\frac {V_{B}}{V_{A}}}}
とも表せる。

## 実在気体の等温過程（一般）
圧力が、{\displaystyle P=f(V)T}（つまり、{\displaystyle P\propto T}）のように表すことができれば、等温過程において理想気体と同様、内部エネルギーの変化はないが、そうでない場合は内部エネルギーは体積にも依存するため一定とならない。

等温過程では、{\displaystyle dT=0}より
{\displaystyle dS={\frac {1}{T}}dU+{\frac {P}{T}}dV={\frac {1}{T}}\left({\frac {\partial U}{\partial V}}\right)_{T}dV+{\frac {P}{T}}dV}なので
エントロピーの変化は
{\displaystyle S_{f}-S_{i}=\int _{V_{i}}^{V_{f}}\left({\frac {\partial P}{\partial T}}\right)_{V}dV}となる。